# تروور کرونمن
 تروور کرونمن (انگلیسی: Trevor Kronemann؛ زادهٔ ۳ سپتامبر ۱۹۶۸) یک تنیس‌باز اهل ایالات متحده آمریکا است.